# Фортуна Василь
Василь Фортуна (нар. 1816/1817 — пом. 16 липня 1893, Тернопіль) — український (руський) галицький греко-католицький священник, релігійний, політичний і громадський діяч.

## Життєпис
Народився у 1816 або 1817 році.
Висвячений 1841 року. Служив парохом у Поморянах (1841—1864 роки). У 1864—1865 роках — парох Тернополя (за іншими даними, у 1865—1893 роках — парох церкви Різдва Христового), згодом декан Тернопільського деканату УГКЦ. Посол до Галицького сейму 1-го скликання (обраний 1861 року в окрузі Залізці — Зборів від IV курії, входив до «Руського клубу»), 3-го скликання (обраний 1870 року в окрузі Тернопіль — Ігровиця — Микулинці від IV курії, входив до «Руського клубу»). Почесний крилошанин греко-католицької капітули (1888 р.). Москвофіл (неактивний, за висловлюванням його наступника о. Володимира Громницького).

## Нагороди
- Золотий хрест заслуги з короною[8]